# Pacho Alonso y sus Pachucos (álbum)
Pacho Alonso y sus Pachucos es un álbum de estudio de la banda cubana del mismo nombre, liderada por el músico Pacho Alonso, lanzado en 1971 por el sello discográfico cubano Areito y el sello chileno DICAP, bajo el nombre Pacho Alonso y sus Pachucos de Cuba.
La contraportada de la edición chilena incluye una reseña escrita por Juan Carvajal, quien entonces era director artístico de DICAP.

## Lista de canciones
| Lado A |                            |                          |          |  |
| N.º    | Título                     | Música                   | Duración |  |
| 1.     | «Divertido simalé»         | Pacho Alonso             | 2:42     |  |
| 2.     | «Tanto como ayer»          | Tomás Jesús González     | 3:41     |  |
| 3.     | «Fea la chicotea»          | Bonne, Alonso, Pifferrer | 2:25     |  |
| 4.     | «Prefiero soñar»           | Tania Castellanos        | 2:49     |  |
| 5.     | «Dame la mano y caminemos» | Enrique Bonne            | 2:51     |  |
| 6.     | «Portobelo»                | Carlos Eleta             | 2:57     |  |
| 17:25  |                            |                          |          |  |

| Lado B |                               |                             |          |  |
| N.º    | Título                        | Música                      | Duración |  |
| 7.     | «Simalé a lo Bonne»           | Enrique Bonne               | 2:19     |  |
| 8.     | «En los días invernales»      | Tomás Jesús González        | 2:13     |  |
| 9.     | «Chiquita bombón»             | Emilio Carnero              | 2:31     |  |
| 10.    | «Panameña»                    | tradicional panameña        | 2:34     |  |
| 11.    | «Te voy a planchar»           | Germán Pifferrer, G. Bellón | 2:53     |  |
| 12.    | «Cuando llegue el tren ritmo» | Enrique Bonne               | 3:25     |  |
| 15:55  |                               |                             |          |  |

## Créditos
Edición chilena
- Vicente + Antonio Larrea: diseño gráfico[1]